# Abdulfattah Asiri
Abdulfattah Tawfiq Asiri (arabisch عبد الفتاح توفيق عسيري, DMG ʿAbd al-Fattāḥ Taufīq ʿAsīrī; * 26. Februar 1994 in Chamis Muschait) ist ein saudi-arabischer Fußballspieler, der seit Juli 2023 beim Erstligisten al-Tai FC unter Vertrag steht. Der flexible Offensivspieler spielte von 2013 bis 2019 insgesamt 17-mal für die Nationalmannschaft von Saudi-Arabien.

## Karriere

### Verein
Asiri stammt aus der namhaften Nachwuchsabteilung des saudi-arabischen Vereins Hetten FC, welcher durch die Qualität seiner Jugendakademie landesweit bekannt ist. Zur Saison 2012/13 wechselte er zum Erstligisten Ittihad FC. Am 25. Januar 2013 (17. Spieltag) debütierte er beim 2:0-Auswärtssieg gegen al-Faisaly FC in der höchsten saudi-arabischen Spielklasse, als er von Beginn an auf dem Platz stand. Fünf Tage später traf er beim 2:2-Unentschieden gegen Hajer FC erstmals für seinen Verein. Die Spielzeit beendete er mit neun Ligaeinsätzen, bei welchen er in sieben startete und zwei Treffer erzielte. Im Mai 2013 gewann er mit Ittihad den King Cup.
In der folgenden Spielzeit 2013/14 kam er in sechs Ligaspielen zum Einsatz und erzielte einen Treffer. Erst in der Saison 2014/15 gelang ihm der Durchbruch als Stammspieler. Er bestritt 24 Ligaspiele, in denen er drei Tore netzte. Diesen Status behielt er in der kommenden Spielzeit 2015/16 bei. Am 24. April 2016 (24. Spieltag) erzielte er beim 5:0-Auswärtssieg gegen den Hajer FC den ersten Doppelpack seiner Karriere.
Am 17. August 2016 wechselte Abdulfattah Asiri zum Ligakonkurrenten al-Ahli SC, wo er einen Vierjahresvertrag unterzeichnete. Für seinen neuen Verein debütierte er am 18. September (3. Spieltag) bei der 2:3-Auswärtsniederlage gegen den al-Shabab Club. In der Folge stieg er rasch zum Stammspieler auf. Am 4. November (8. Spieltag) traf er beim 4:0-Heimsieg gegen den al-Wehda Club erstmals für al-Ahli. In dieser Spielzeit 2016/17 kam er zu 20 Ligaspielen und machte sechs Tore.
In der folgenden Saison 2017/18 behielt er seinen Status in der Startformation bei und bestritt 19 Ligaspiele, in denen ihm ein Torerfolg gelang. Die Saison 2018/19 beendete er mit sechs Toren in 19 Spielen. In der Spielzeit 2019/20 gelangen ihm in 19 Ligaeinsätzen drei Treffer.
Am 10. September 2020 kehrte er al-Ahli nach vier Jahren den Rücken und schloss sich dem al-Nassr FC an.
Im April 2023 wechselte er nach Finnland zur IFK Mariehamn. Bereits nach drei Monaten kehrte er nach Saudi-Arabien zurück und wechselte zum al-Tai FC.

### Nationalmannschaft
Am 28. Dezember 2013 debütierte er beim 0:0-Unentschieden im Testspiel gegen Palästina für die saudi-arabischer Nationalmannschaft, bei diesem er von Beginn an auf dem Platz stand. Am 10. Oktober 2019 erzielte er beim 3:0-Heimsieg gegen Singapur in der Qualifikation zur Weltmeisterschaft 2022 seine ersten beiden Treffer.

## Erfolge
Ittihad FC
- King Cup: 2013